# Daten
«Daten» (堕天?  lit. Ángel caído) es el segundo CD sencillo de Creepy Nuts, lanzado el 7 de septiembre de 2022. Esta canción fue escrita para ser usada como tema de apertura del anime Yofukashi no Uta.
El sencillo fue lanzado al mismo tiempo que su tercer álbum de larga duración «Ensemble Play».

## Antecedentes
El sencillo fue lanzado en aproximadamente 3 meses de su trabajo anterior «2way nice guy», y cinco años después de su primer sencillo «Kōkō Debyū, Daigaku Debyū, Zenbu Shippai Shitakedo Mejā Debyū» (高校デビュー、大学デビュー、全部失敗したけどメジャーデビュー?  lit. Debut en la escuela secundaria, debut en la universidad, todos fallaron, pero fueron debuts importantes). La canción es el tema de apertura de la serie de anime Yofukashi no Uta que se transmitió en el bloque de programación noitaminA de Fuji TV. El Blu-ray del álbum contiene las videos de apertura y cierre sin créditos de Yofukashi no Uta. El álbum del sencillo contiene una de edición limitada firmada por Kotoyama, el autor original de Yofukashi no Uta. «Daten» también se realizó en The First Take.

## Video musical
El video es dirigido por Kazuki Gotanda. Se realizó con un fondo de pantalla verde, y también fue usada la técnica de usar cables Wire fu. En las imágenes aparece una composición de Creepy Nuts en un collage pop art.